# 英担
英擔（英語：Hundredweight），又寫作𠵆，是英制質量單位，現仍用於美國。
傳統1英擔（又名“長擔”）等於112磅，即8英石，即50.80公斤。
用於美國的美擔（又名“短擔”）等於100磅，即45.359237公斤。
1. ↑  . 樂詞網.